# 교토카와라마치역
교토카와라마치역(일본어: 京都河原町駅, きょうとうかわらまちえき)은 일본 교토부 교토시 시모교구에 있는 한큐 전철 교토 본선의 역이다. 역 번호는 HK-86이다.

## 개요
교토 본선의 종점이다. 한큐 교토 측의 일대 터미널 역임을 강조하기 위한 차내 방송이나 각 역의 역 자동 방송에서는 "교토 가와라마치(역)"이라고 호칭하고 있다.
역은 시조도리와 가와라마치도리의 교차점인 시조카와라마치 교차로 바로 밑에 위치한다. 교차로의 남동쪽에 접하는 "교토 스미토모 빌딩" 및 북동쪽에 접하는 "고토 크로스 한큐 가와라마치"의 두 건물에 입구가 있고, 외벽에 "한큐 가와라마치역"이 게시되어 있다.
서쪽의 가라스마역은 바로 위를 달리는 시조도리의 바로 밑을 관통하는 지하도로 연결되어 도보 10분이면 도달할 수 있다.
이 역은 한큐에서 최동단 역이다.

### 접속하는 철도 노선
역 동쪽에는 가모가와강 건너편에 게이한 전기철도 게이한 본선의 기온시조역이 있고, 본 역과 연결된다.
환승은 한 번 지상을 나와 시조 대교를 건너 본 역과 기온시조역을 연결 통로에 상대방의 역의 출발 시간표를 시작하여 편의를 도모하고 있다.

## 역사
- 1963년 6월 17일: 교토 본선이 오미야 ~ 당역까지 연장되어 영업 개시.
- 1982년 8월 20일: 2번 선 승강장 연장.
- 2013년 12월 21일: 역 번호 도입.
- 2019년 10월 1일: 교토카와라마치역으로 역명 변경.

## 역 구조
섬식 승강장 1면 3선의 지하역이다. 3번 선 오사카우메다 방향에 말단형 2번 선이 설치되어 있다.
개찰구는 동쪽 개찰구와 중앙 개찰구의 2개소가 있다. 과거에는 2번 승강장과 직결되는 서쪽 개찰구도 있었지만 2001년 3월 18일부터는 낮에만 사용되고 2007년 3월 17일의 다이아 개정 전날(3월 16일)에 폐쇄되었다.
화장실은 승강장의 동단에 위치하고 다기능 타입도 병설되었다.
2번 승강장은 오전 시간대와 주말 및 공휴일에만 사용하며 주말 및 공휴일에는 한큐 교토선의 관광특급 열차인 '쾌속특급A 교트레인'과 '쾌속특급 교트레인 가라쿠'가 이 승강장을 사용한다.

### 승강장
| 번호 | 노선        | 행선                                                                    | 열차 종별                                                                                 |
| ---- | ----------- | ----------------------------------------------------------------------- | ----------------------------------------------------------------------------------------- |
| 1    | ■ 교토 본선 | 오사카우메다・아와지・덴가차야・기타센리・고베산노미야・다카라즈카 방면 | 특급, 쾌속급행, 쾌속, 보통(일부열차 정차)                                                 |
| 2    | ■ 교토 본선 | 오사카우메다・아와지・덴가차야・기타센리・고베산노미야・다카라즈카 방면 | 보통(평일 오전시간대 일부 열차), 쾌속특급A 교트레인·쾌속특급 교트레인 가라쿠(주말,공휴일) |
| 3    | ■ 교토 본선 | 오사카우메다・아와지・덴가차야・기타센리・고베산노미야・다카라즈카 방면 | 준급, 보통                                                                                |

## 역 주변
- 시조도리
  - 시조 대교
- 가와라마치도리
- 게이한 본선 기온시조역
- 교토 마루이
- 다카시마야 교토점
- 후지이 다이마루
- OPA
- 교토 미나
- 교토 BAL

## 사진

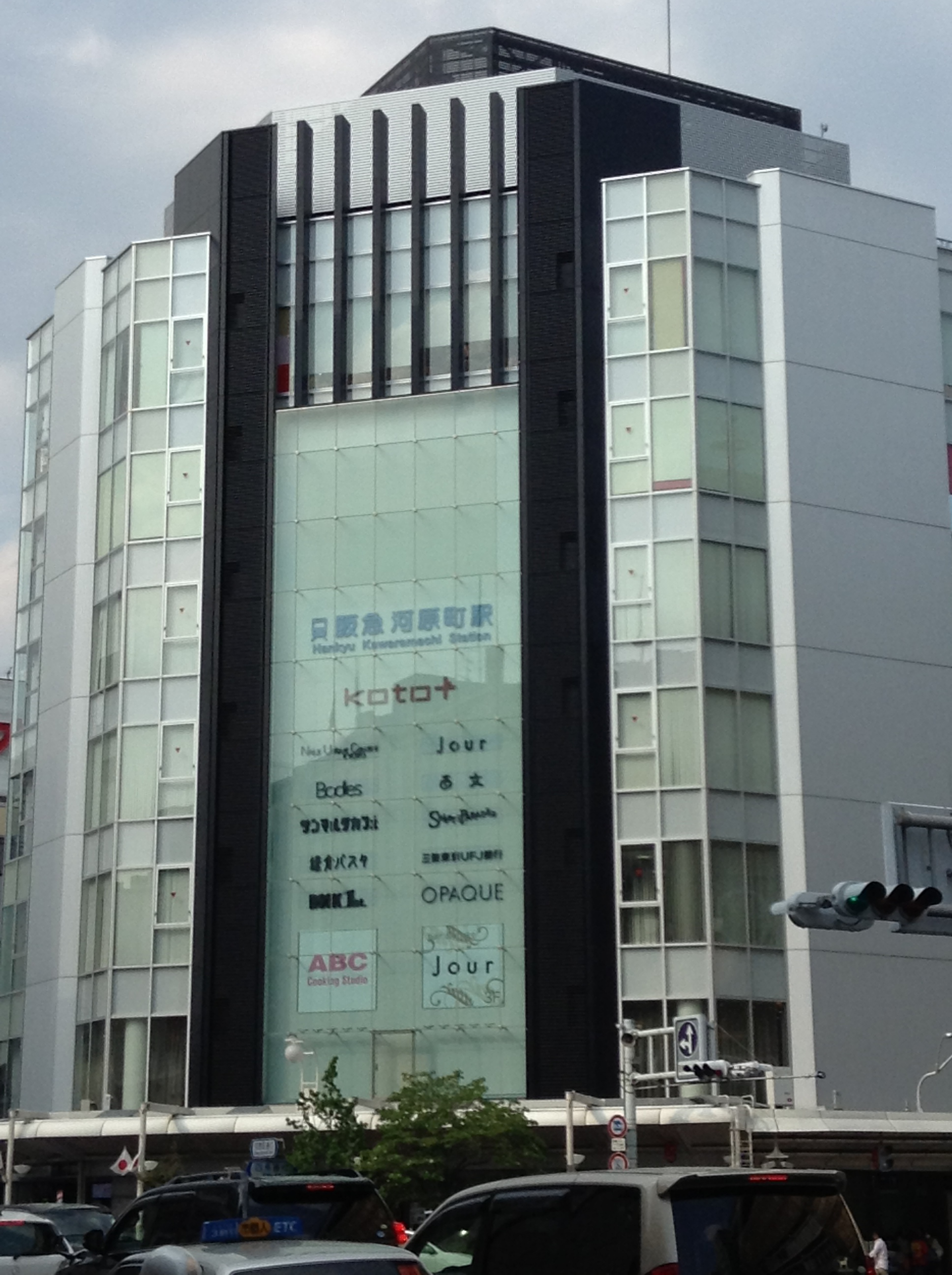
교토카와라마치역 고토 크로스 건물
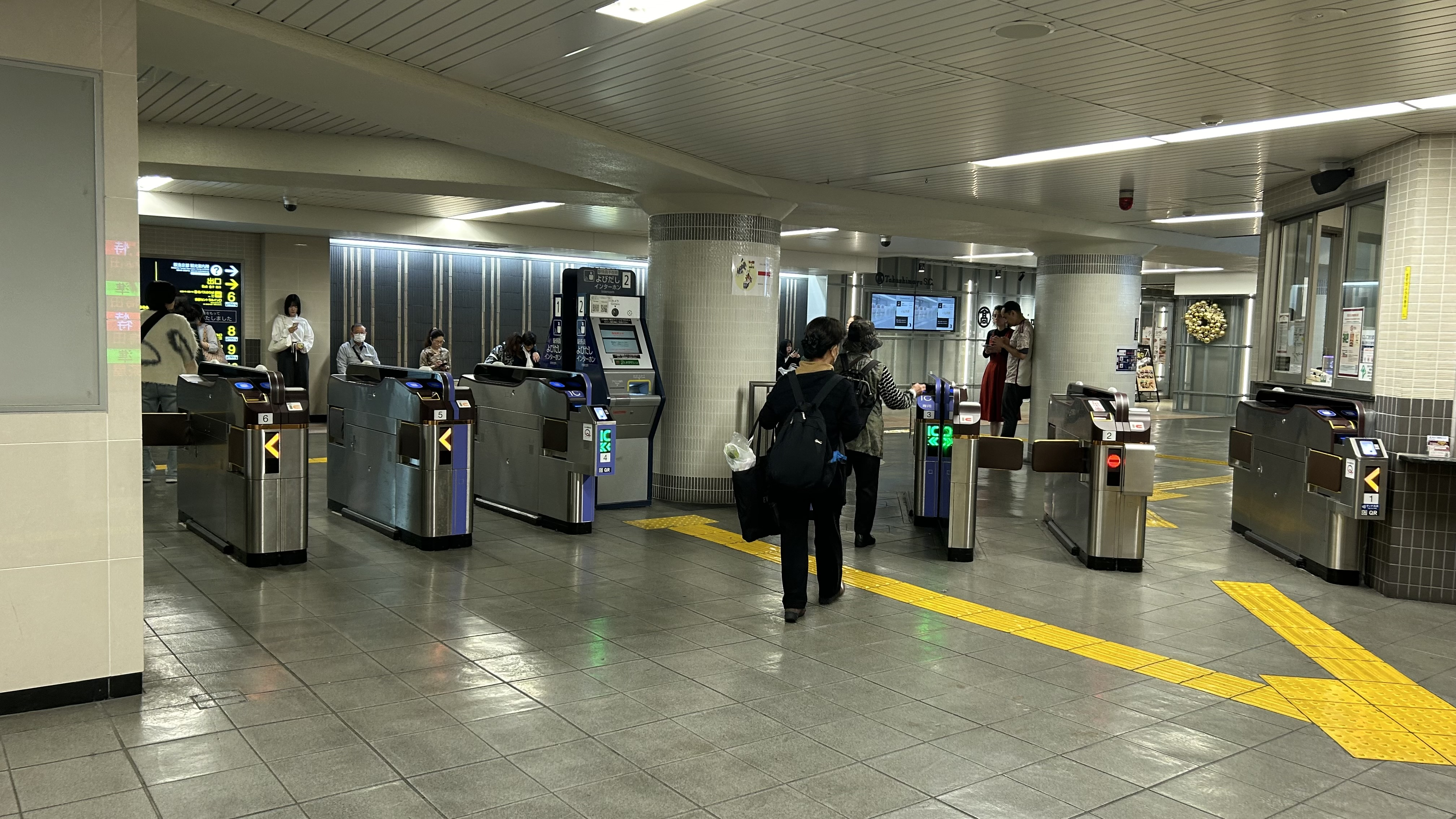
중앙 개찰구
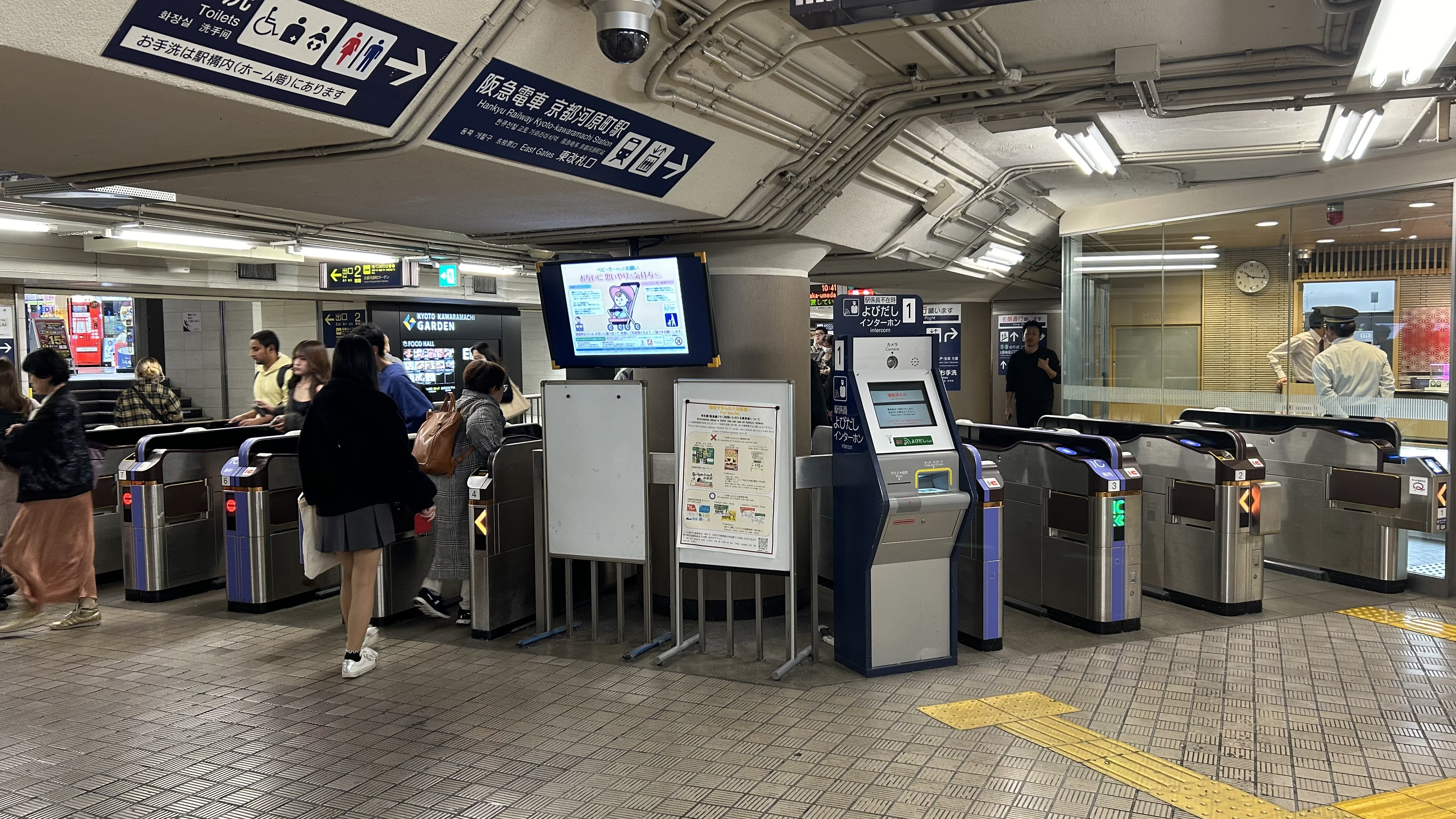
동쪽 개찰구
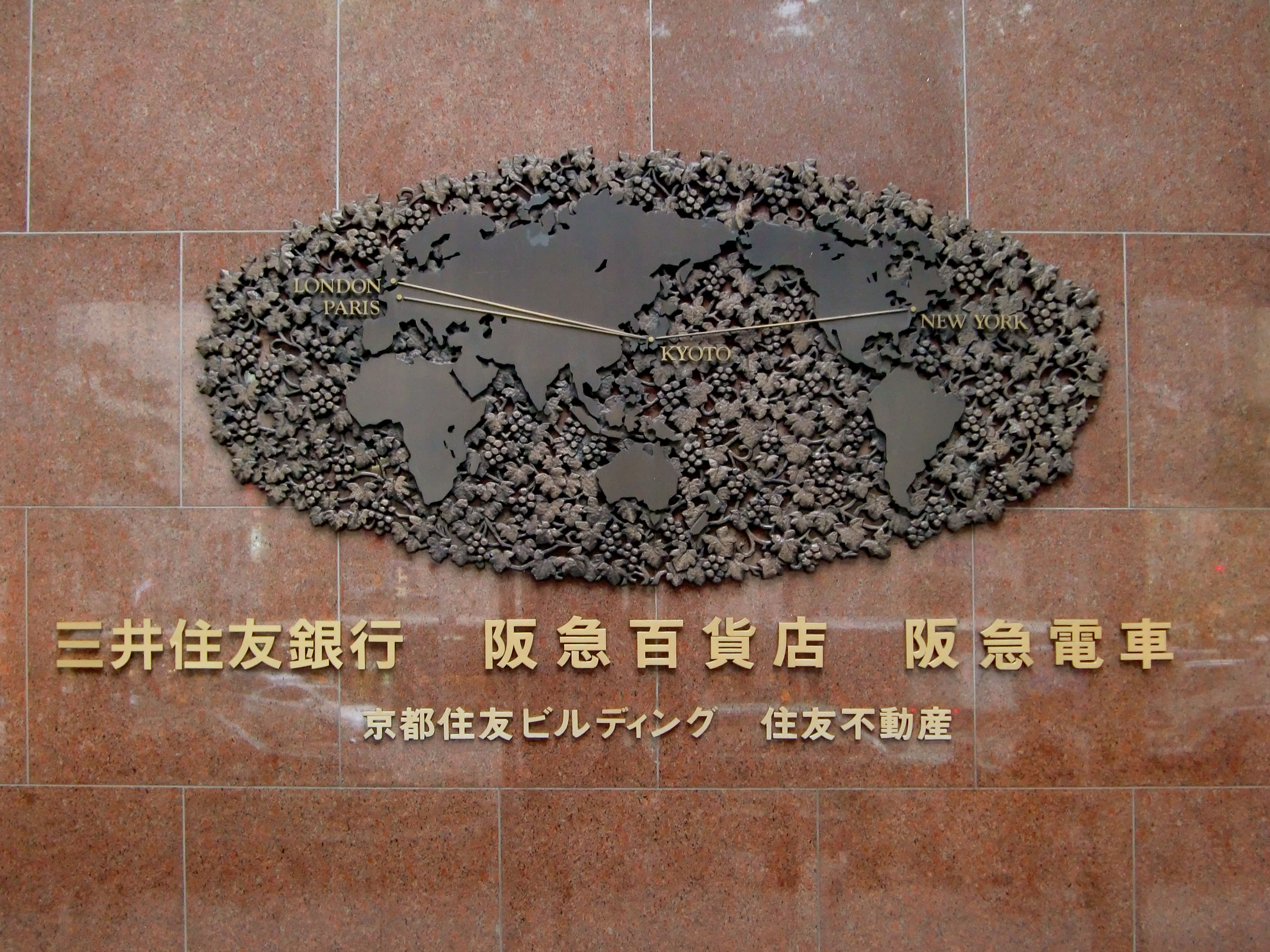
시조카와라마치 한큐 "세계 지도"(교토 스미토모 빌딩)
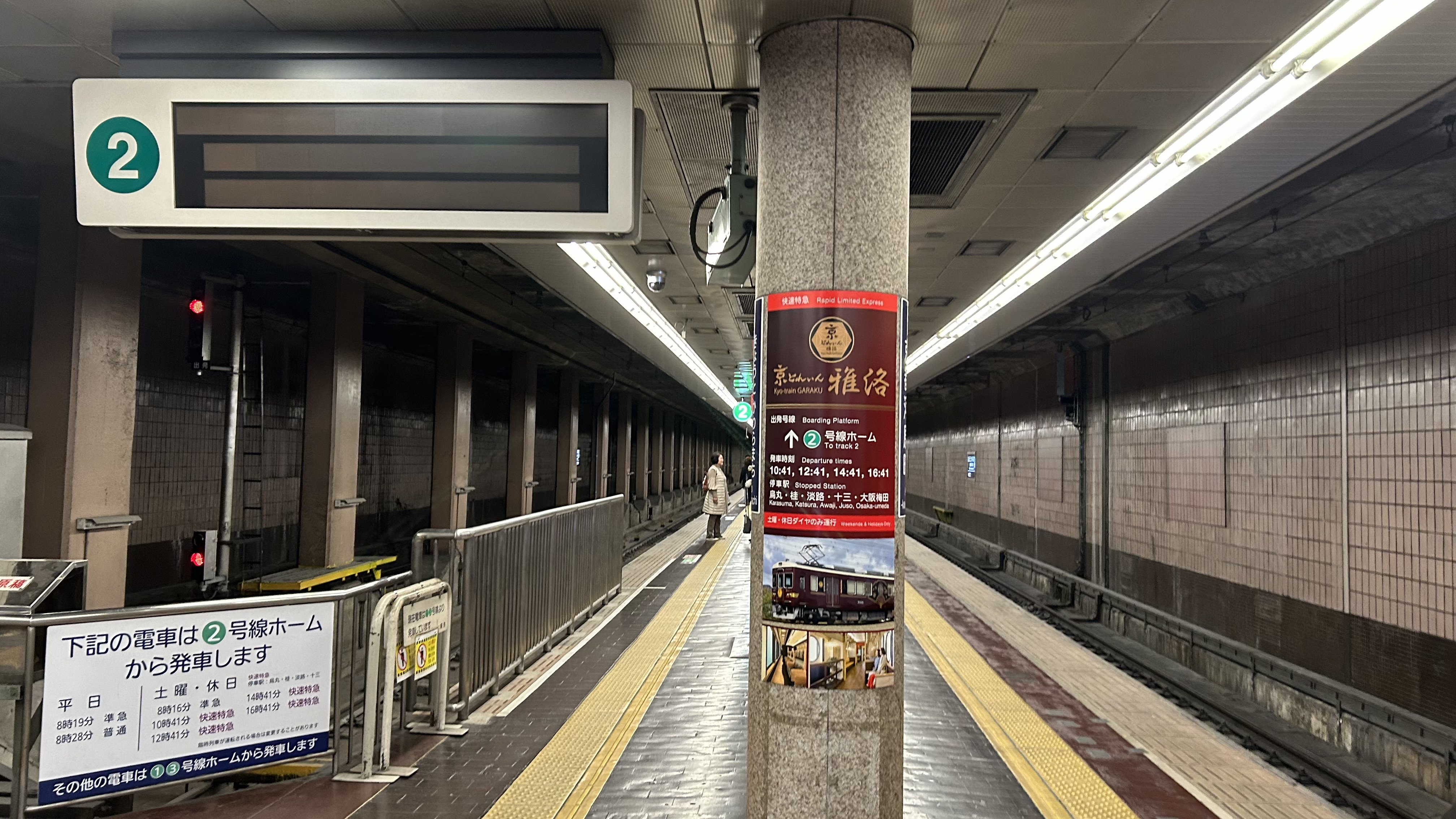
2번 승강장
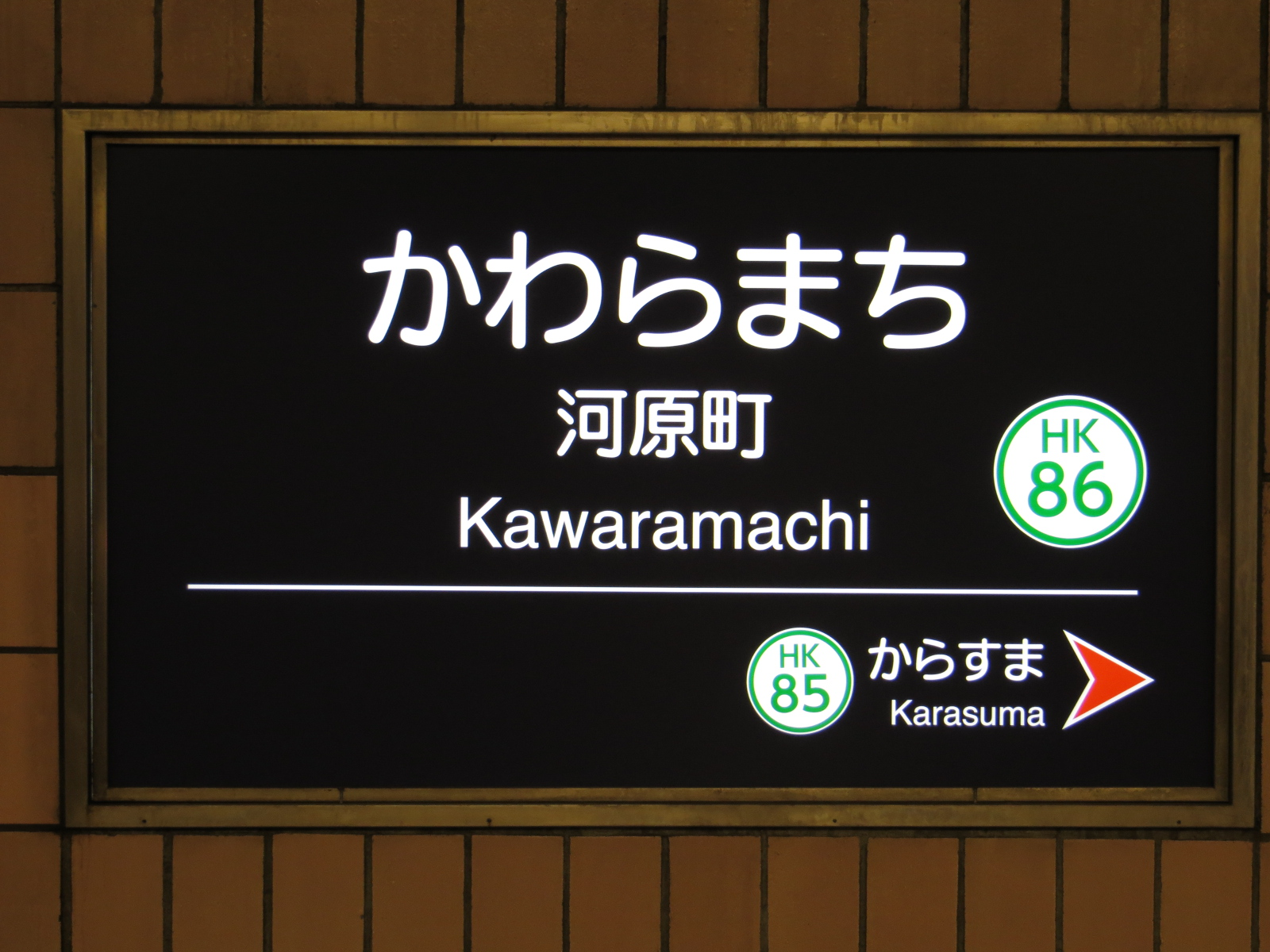
역명판

## 인접역
| 한큐 전철 ■ 교토 본선            | 한큐 전철 ■ 교토 본선                                        | 한큐 전철 ■ 교토 본선 |
| -------------------------------- | ------------------------------------------------------------ | --------------------- |
| HK-85 가라스마 오사카우메다 방면 | ■ 쾌속특급 ■ 특급 ■ 통근특급 ■ 쾌속급행 ■ 쾌속 ■ 준급 ■ 보통 | 시·종착역             |